# Minderherrschaft Friedek

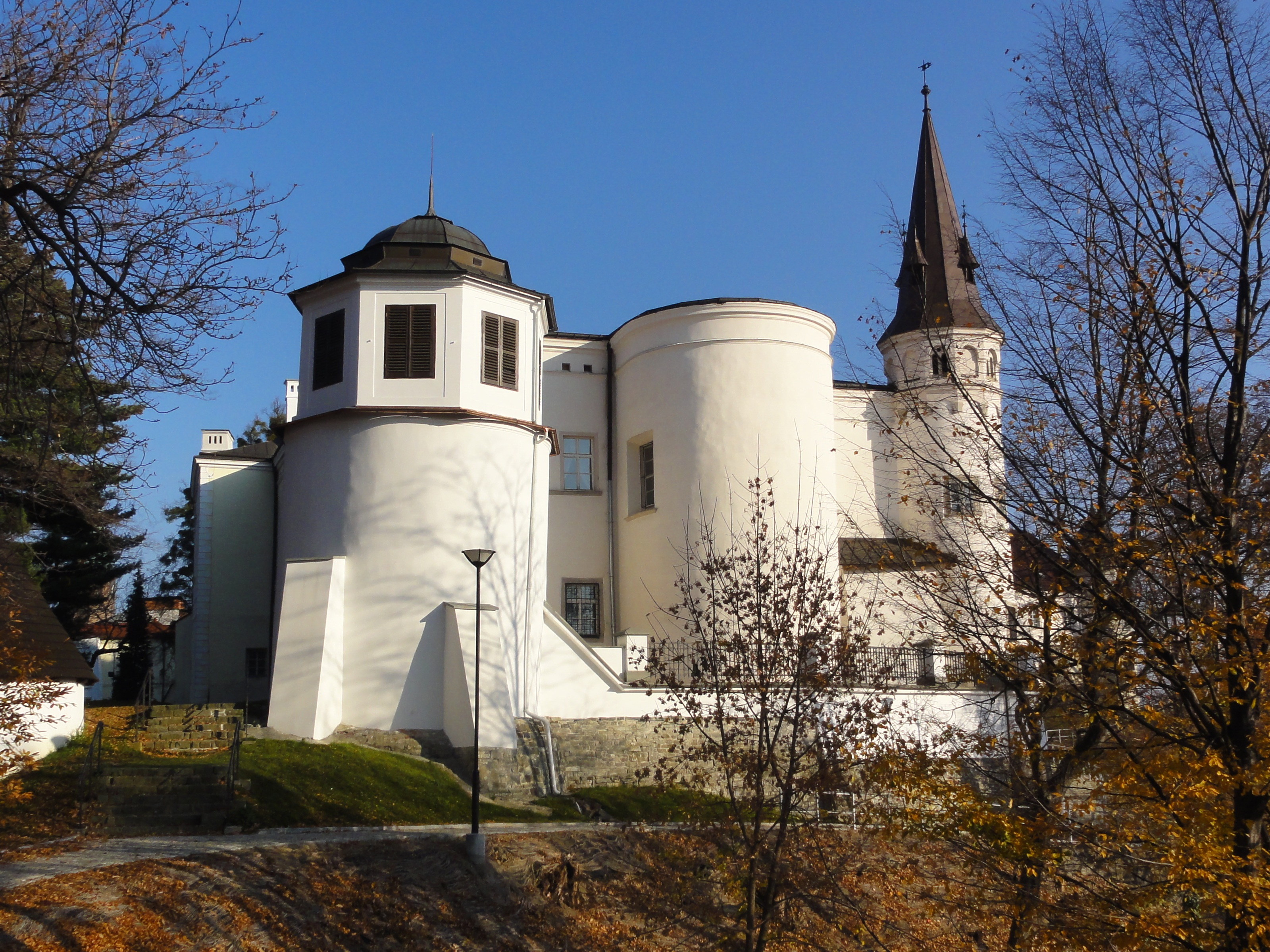
Burg bzw. Schloss in Friedek

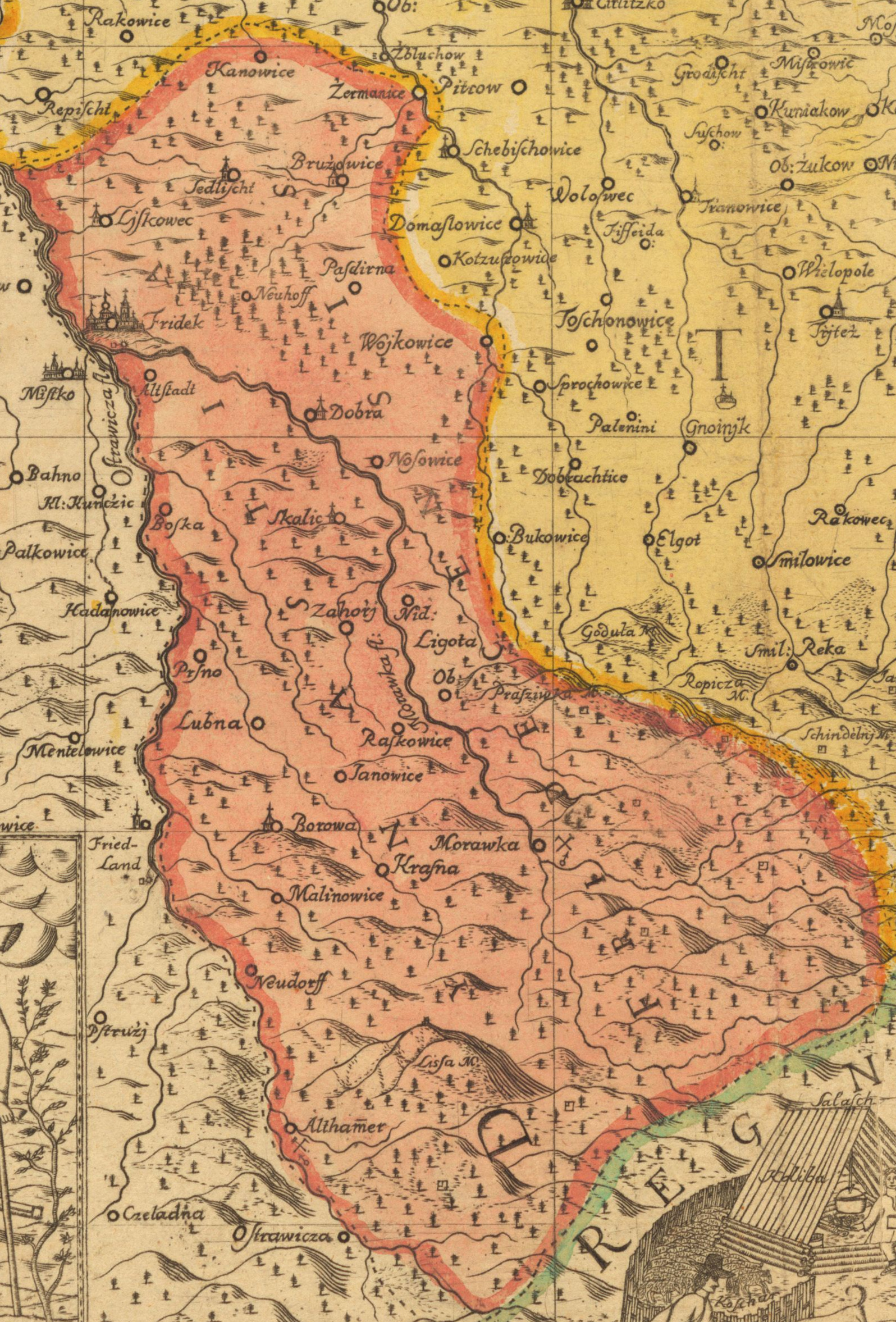
Auf der Karte von Jonas Nigrinus (1724)

Die Standesherrschaft Friedek (tschechisch Frýdecké panství, polnisch frydeckie państwo stanowe, Status Minor Fridecensis), deren Gebiet zunächst zum Herzogtum Teschen gehörte, wurde einige Male von diesem ausgegliedert und 1573 als Minderstandesherrschaft verkauft. Der Sitz war das Schloss in Friedek.

## Geschichte

### Verpfändung

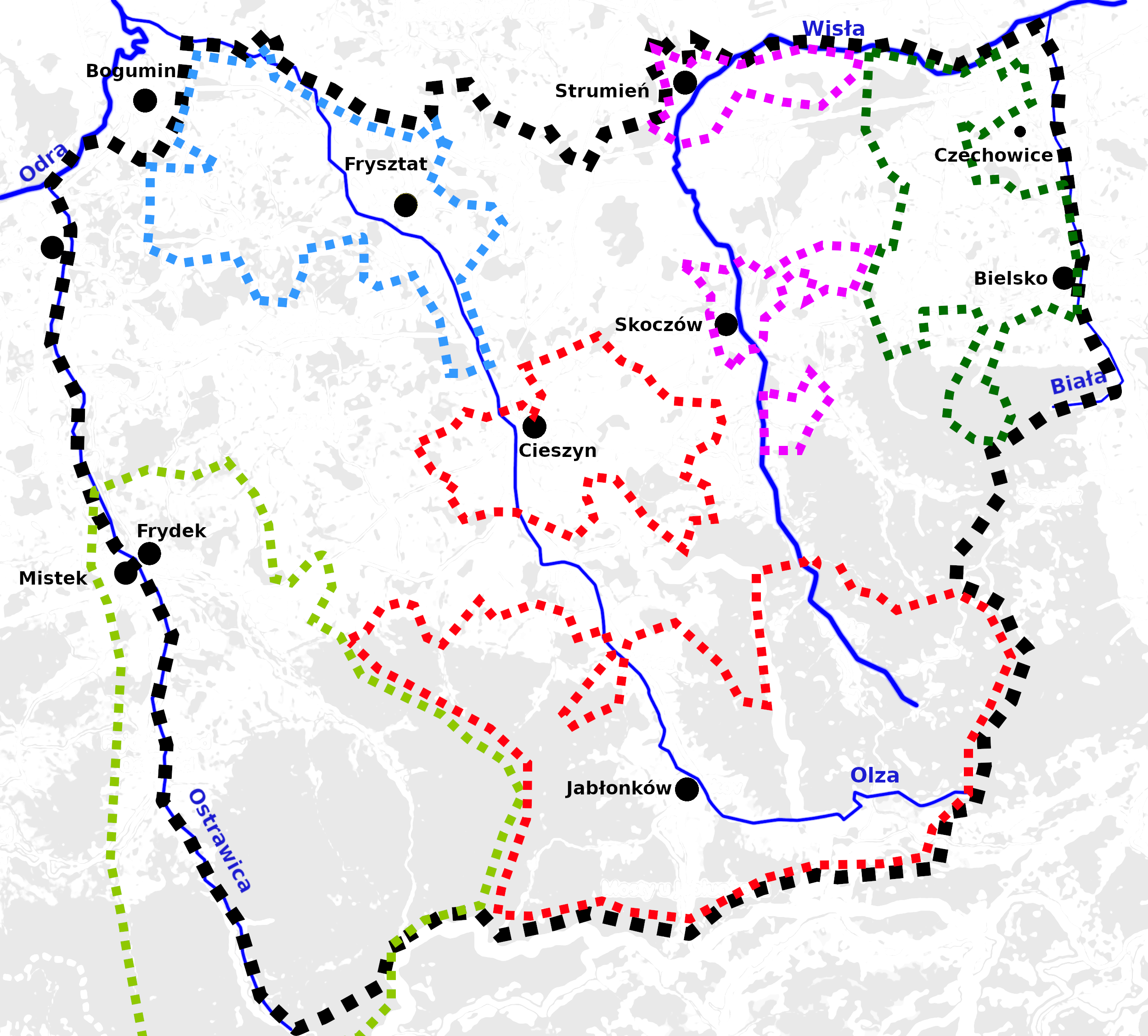
Zersplittertes Herzogtum Teschen im Jahr 1580:

Das Gebiet gehörte zum Herzogtum Teschen der schlesischen Piasten ab dem Jahr 1290. Zum ersten Mal wurde die Stadt Friedek mit den benachbarten Dörfern (Bruzovice, Altstadt, Baška, Nižní Lhoty) von der verwitweten Prinzessin Eufemia von Teschen als ein Pfand im Jahr 1434 ausgegliedert, und an Arnošt von Tworkau im Gegenzug für ein Darlehen von 30.000 Prager Groschen verliehen. Nach Eufemias Tod gehörte das Gebiet Boleslaus II. von Teschen, anschließend seiner Ehefrau und Witwe, Anna Bielska († 1490). In den nächsten Jahrzehnten wurde das Pfand an Mikołaj (Nikolaus) Kornic von Dębowiec (Baumgarten), Jan Burzej von Klvov, Janusz Labut von Křin und Jan Trnka von Ratibor verpfändet. In der späteren Herrschaft von Kasimir II. von Teschen war sie Johann IV. von Pernstein verpfändet, wurde jedoch 1554 formell von Wenzel III. von Teschen wieder eingezogen, der kurz danach das evangelische Bekenntnis annahm. Danach wurde das Gebiet von ihm wegen finanzieller Probleme wiederum an Jerzy (Georg) Czelo von Czechowice, Burian Barski von Bastie und Jan Pukler von Grodzisk verpfändet. 1560 enterbte Wenzel III. seinen Sohn Friedrich Kasimir von Teschen von seinen Erbanteilen um die Städte Friedek, Freistadt und Skotschau, weil dieser einen üppigen Lebensstil führte und sein Land innerhalb kurzer Zeit zum finanziellen Zusammenbruch brachte. Nach dem Tod von Friedrich Kasimir (1571) musste Wenzel III. zur Begleichung der Schulden die Gebiete des Verstorbenen mit Zustimmung des Kaisers Maximilian II. als eine Minderstandesherrschaft verkaufen.

### Minderherrschaft

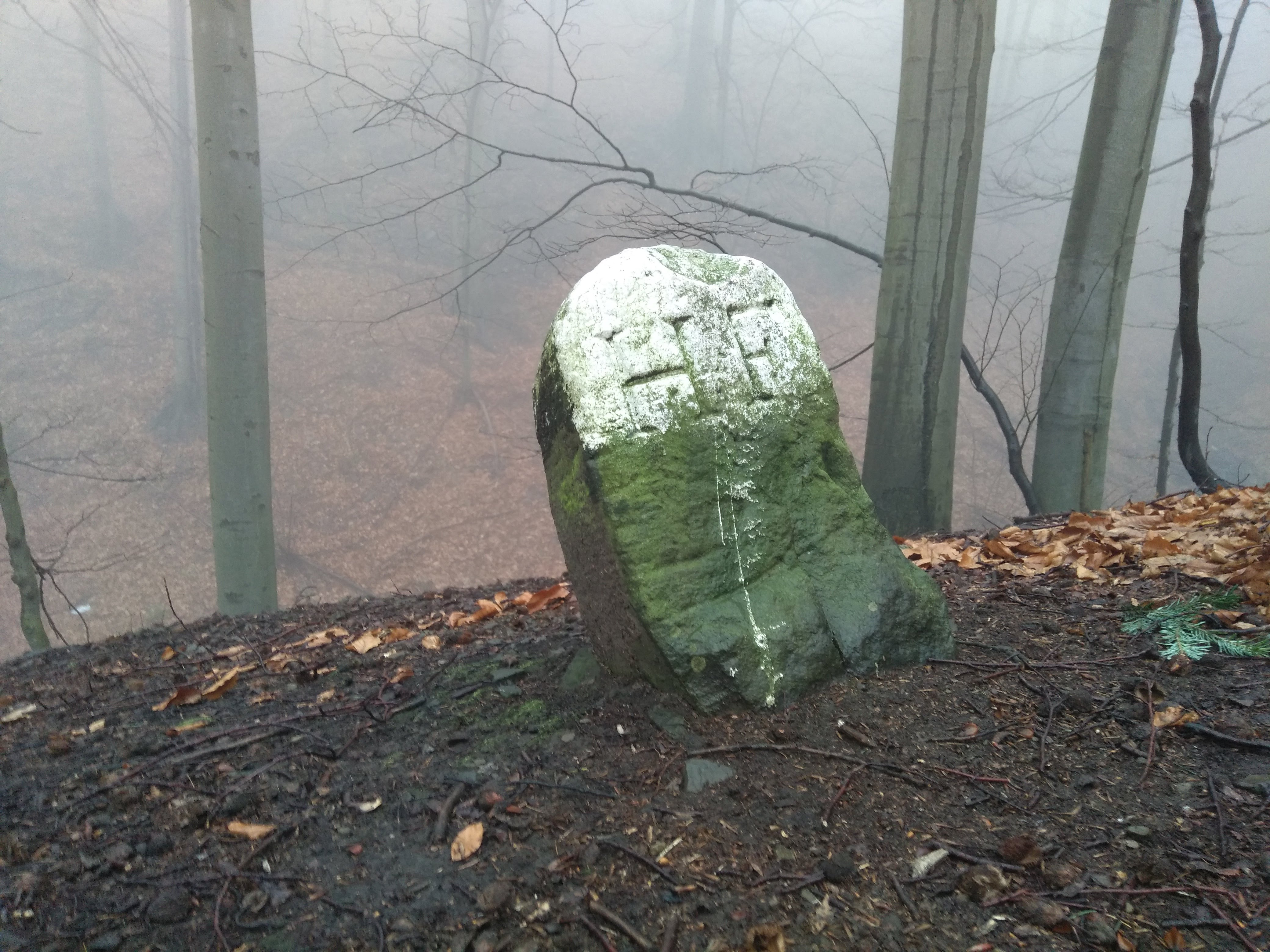
Markstein der Herrschaft Friedek

Die Minderstandesherrschaft Friedek entstand im Jahr 1573: sie wurde von Jerzy und Maciej aus der niederschlesischen Adelsfamilie von Logau und Altendorf erworben. Diese Familie war schon im Besitz des linken, mährischen Ufers des Flusses Ostravice, im Gebiet von Mistek – schon ab dem Jahr 1402 mit den Teschener Herzögen verbunden, als es von Przemislaus I. von Teschen verpfändet wurde. 1573 umfasste die Minderstandesherrschaft Friedek um 140 km² und außer der Stadt Friedek 16 Dörfer mit 510 Familien (davon 163 in Friedek). Die Herrschaft in Mähren umfasste dagegen 6 Orte.

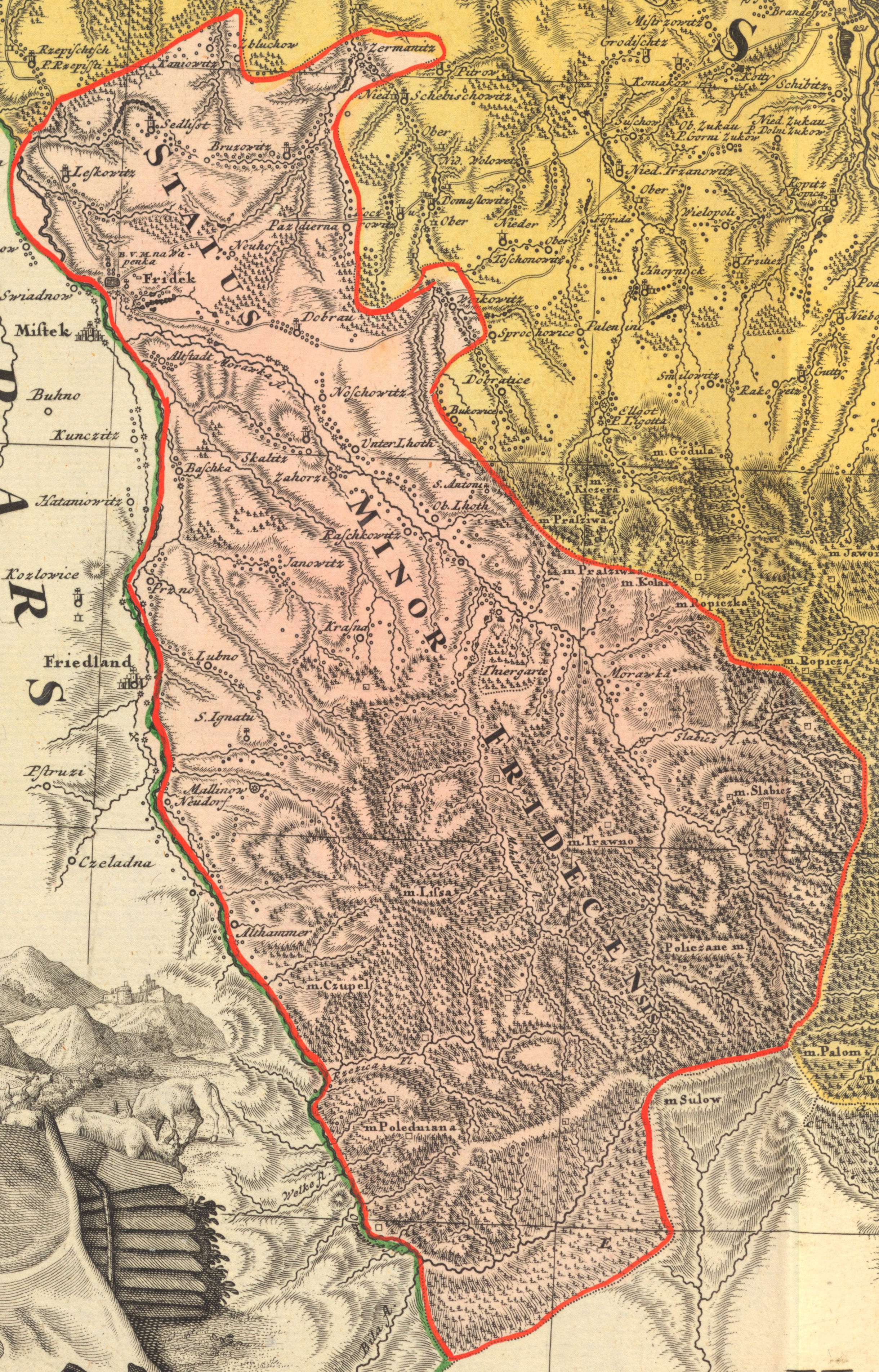
Matthaeus Schubarth (1736)

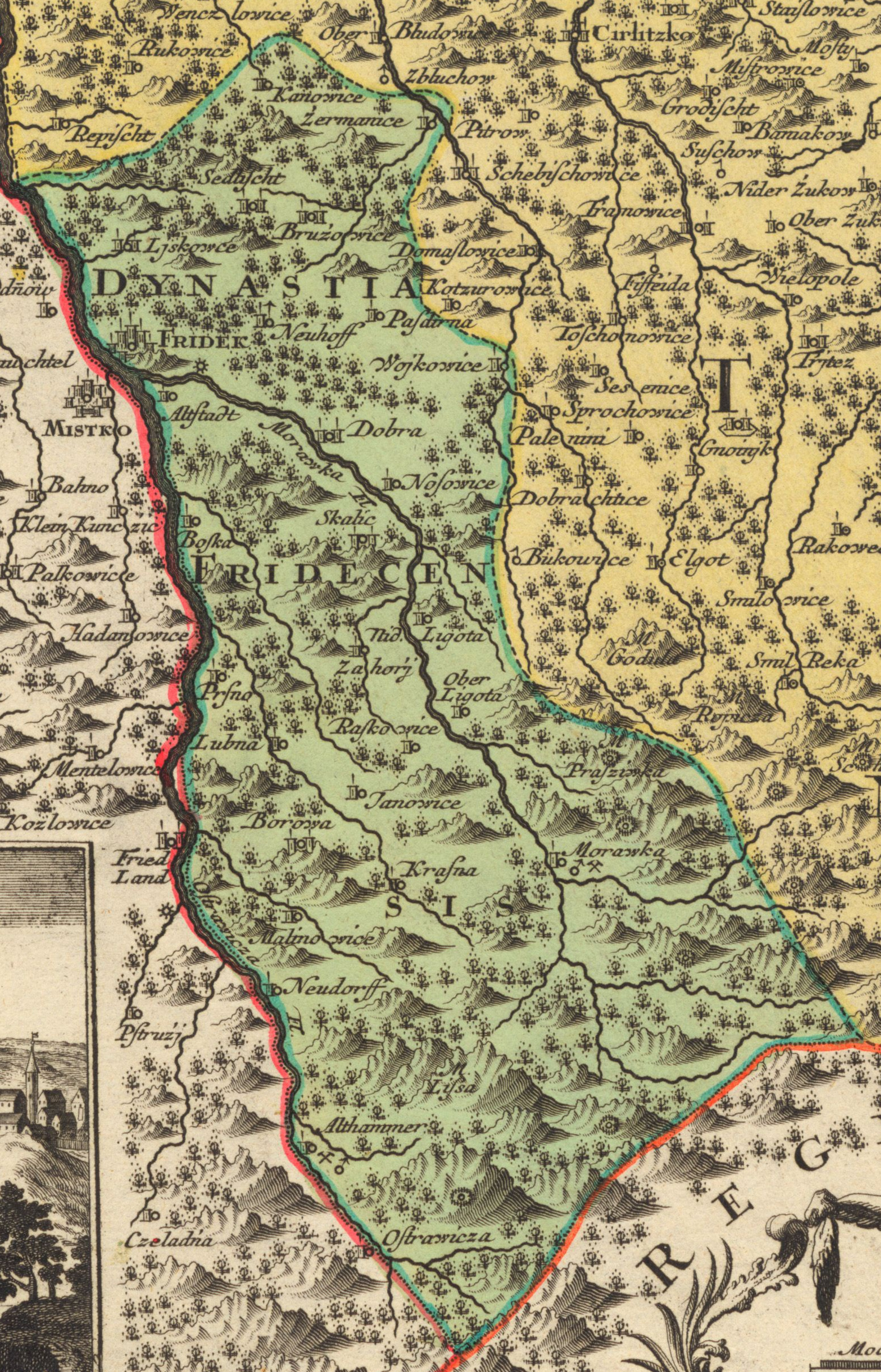
Mattheus Seuter

Unter der Familie von Logau wurde das Schloss in Friedek im Stil der Renaissance umgebaut. Am 17. November 1581 verkaufte die Familie von Logau beide Herrschaften an den Bischof von Olmütz Stanislaus Pavlovský von Pavlovitz. Nach dem Protest der schlesischen Adelsgeschlechter musste der Bischof den schlesischen Teil an Bartholomäus von Würben und Freudenthal im Jahr 1584 verkaufen. Damit endeten fast 180 Jahre des gemeinsamen Besitztums beider Ufer der Ostravice um Frydek und Mistek. Unter Stanislaus Pavlovský, sowie Bartholomäus von Würben wurden die lutherischen Pastoren entlassen und im Gegensatz zum Rest des ehemaligen Herzogtums Teschens wurde die Minderstandesherrschaft Friedek in den nächsten Jahrhunderten völlig römisch-katholisch, wie auch tschechischsprachig (in der Form der lachischen Sprache). Bis 1636 wurden u. a. dank walachischer Kolonisation im Gebirge einige neue Dörfer gegründet. Die Aktivität der Walachen brachte die Familie von Oppersdorff (die neuen Besitzer ab dem Jahr 1636) in Konflikte mit der bischöflichen Herrschaft von Hukvaldy, 1668 wurde ein Vergleich geschlossen. Die Oppersdorffer bauten das Schloss in Friedek im Stil des Barock um. In den 1720er Jahren gab es schon 24 Dörfer.  Ab dem Jahr 1699 gehörte die Standesherrschaft zur Familie Pražmo, nach denen das im Jahr 1777 gegründete Dorf Pražmo genannt wurde.
Schon im Jahr 1599 strebte ohne Erfolg der Herzog Adam Wenzel nach der Wiederbeschaffung des Gebiets für das Herzogtum Teschen. 1797 wurde es von Albert Kasimir von Sachsen-Teschen gekauft und wurde als Kammergut zusammen mit der Teschener Kammer verwaltet.
1869 wurde Friedek zur Magisterstadt.